# تناجر وحيد اللون
تناجر وحيد اللون (الاسم العلمي: Tangara inornata)، هو نوع من الطيور يتبع فصيلة التناجر ضمن رتبة العصفوريات.